# زرين درة
زرين‌ درة هي قرية في مقاطعة سلماس، إيران. يقدر عدد سكانها بـ 75 نسمة بحسب إحصاء 2016.